# Мадатов, Фариз Аловсат оглы
Фариз Аловсат оглы Мадатов (азерб. Fariz Əlövsət oğlu Mədətov; род. 18 апреля 1972, Варвара Евлахский район) — сотрудник правоохранительных органов, военнослужащий Вооружённых сил Республики Азербайджан, Национальный Герой Азербайджана (1995).

## Биография
Родился Фариз Мадатов 18 апреля 1972 года в селе Варвара, Евлахского района Азербайджанской ССР. С 1979 по 1989 годы проходил обучение в сельской средней школе. После окончания школы получил профессию водителя в городе Мингечевир. В 1990 году был призван на срочную военную службу в ряды Советской армии. Два года отслужил в Ордруфе в Германии. В мае 1992 года уволен с военной службы, вернулся домой. В том же году был мобилизован в Национальную армию Азербайджана, как подготовленный солдат направлен в зону боевых действий в Нагорный Карабах.
В составе войсковой части специального назначения № 776 Фариз участвовал в боях за село Башарат Губадлинского района. Став разведчиком, неоднократно в составе группы принимал участие в разведывательных операциях. Принимал участие в боях на территории Физулинского района, защищал сёла Яглевенд, Туг и посёлок Горадиз. В дальнейшем вместе с подразделением был направлен в места вооружённых столкновений в Кельбаджаре и Геранбое. В боях Фариз отличался храбростью и бесстрашием.
В 1994 году Мадатов получил ранение в тяжелом бою за село Тонашен Тертерского района. После лечения в Мингечевирском госпитале он снова вернулся в своё подразделение. В 1996 году уволился из армии и начал трудовую деятельность в отделе полиции Евлахского района.
В 1998 году Фариз поступил в полицейскую академию, которую закончил в 2003 году.
Продолжал работать в отделении полиции Евлахского района в качестве командира взвода патрульно-постовой службы. В дальнейшем ему было присвоено звание капитана. В последние годы работал инспектором регистрационно-удостоверительной группы отдела полиции Евлахского района.
Фариз Мадатов женат. 

## Память
Указом Президента Азербайджанской Республики № 307 от 4 апреля 1995 года Фаризу Аловсат оглы Мадатову было присвоено звание Национального Героя Азербайджана.